# شانس رقص
شانس رقص (به هندی: Chance Pe Dance) فیلمی است محصول سال ۲۰۱۰ و به کارگردانی کن گوش است. در این فیلم بازیگرانی همچون شاهد کاپور، جنلیا دی‌سوزا، موهنیش باهل، ساتیش شاه، ویکاس بهالا، ویجای راز ایفای نقش کرده‌اند.